# École supérieure du soudage et de ses applications
L'École supérieure du soudage et de ses applications (ESSA) est l'une des 204 écoles d'ingénieurs françaises accréditées au 1er septembre 2020 à délivrer un diplôme d'ingénieur.
Créée en 1930 sous le nom « École supérieure du soudage autogène (ESSA) », elle était située 32, boulevard de la Chapelle à Paris. Elle prit en 1980 le nom d'« École supérieure du soudage et de ses applications (ESSA) ». Elle est maintenant située à Yutz.
Elle constitue une spécialisation en un an pour des ingénieurs ou des universitaires.